# Atterraggio forzato (film 1935)
Atterraggio forzato (Forced Landing) è un film del 1935 diretto da Melville W. Brown.

## Produzione
Uno degli autori del soggetto, William Boehnel, era il critico cinematografico del New York Telegram.

## Distribuzione
Distribuito dalla Republic Pictures, il film uscì nelle sale cinematografiche degli Stati Uniti il 2 dicembre 1935. La British Lion Film Corporation lo distribuì nel Regno Unito il 15 giugno 1936 dopo che il film era stato presentato a Londra il 14 gennaio dello stesso anno.
In Italia, fu distribuito nel 1938 dall'Astoria con il visto di censura numero 29835, richiesto nell'ottobre 1937.